# Jacob Baart de la Faille I
Jacob Baart de la Faille ('s-Gravenhage, 20 juli 1757 - Groningen, 1 april 1823) was hoogleraar in de wis- en natuurkunde aan de Rijksuniversiteit te Groningen. Hij studeerde in Utrecht en te Parijs en promoveerde in 1774 te Leiden. In 1790 werd Baart de la Faille aan de Rijksuniversiteit te Groningen professor in de wis- en natuurkunde.
Baart was tweemaal rector van de universiteit in Groningen: in de academische jaren 1798-1799 en 1818-1819.
Hij was zoon van Jacob Baart de la Faille (1716 - 1777), een lector in de wis- en natuurkunde, en Maria Christina de Brueys (1730 - 1809). Zelf was hij gehuwd met Johanna Aritia Adriani (Den Andel 1769 - 1840).
- Biografisch Portaal: 13916738
- Digitale Bibliotheek voor de Nederlandse Letteren: fail004
- Gemeinsame Normdatei: 1075765897
- International Standard Name Identifier: 0000 0003 8892 4947
- Nederlandse Thesaurus van Auteursnamen: 069918392
- Virtual International Authority File: 282233815
- WorldCat: E39PBJppDQDMqW79VWx7R78DMP